# 冰川蝮
冰川蝮（学名：Gloydius swild），一种于中国四川省阿坝藏族羌族自治州黑水县发现的爬行动物，隶属于蝰蛇科亞洲蝮屬。种加词源自本种最初发现者所在的自然影像生物多样性团队“西南山地SWILD”的名字。

## 鉴别特征
冰川蝮眼后的眉纹较细，宽度只有后颞鳞的一半；顶鳞上有一对圆斑；体侧无黑色点斑；中段背鳞21行；枕部一对弓形条纹；腹鳞有168-170枚；尾下鳞43-46对。

## 保护
本种于2023年被收录入《有重要生态、科学、社会价值的陆生野生动物名录》。